# Rakouské kulturní fórum v Praze
Rakouské kulturní fórum v Praze (německy (Österreichisches) Kulturforum Prag, zkr. ÖKF Prag) je instituce rakouského ministerstva zahraničí při Rakouském velvyslanectví v Praze pro kulturní záležitosti. Motto RKF je Dialog mit „verfreundeten“ Verwandten / Dialog se spřáteleným sousedem). Instituce sídlí v jedné z veřejně přístupných budov františkánského kláštera. Nachází se na Jungmannově náměstí č. 753/18, Praze 1-Novém Městě.

## Historie

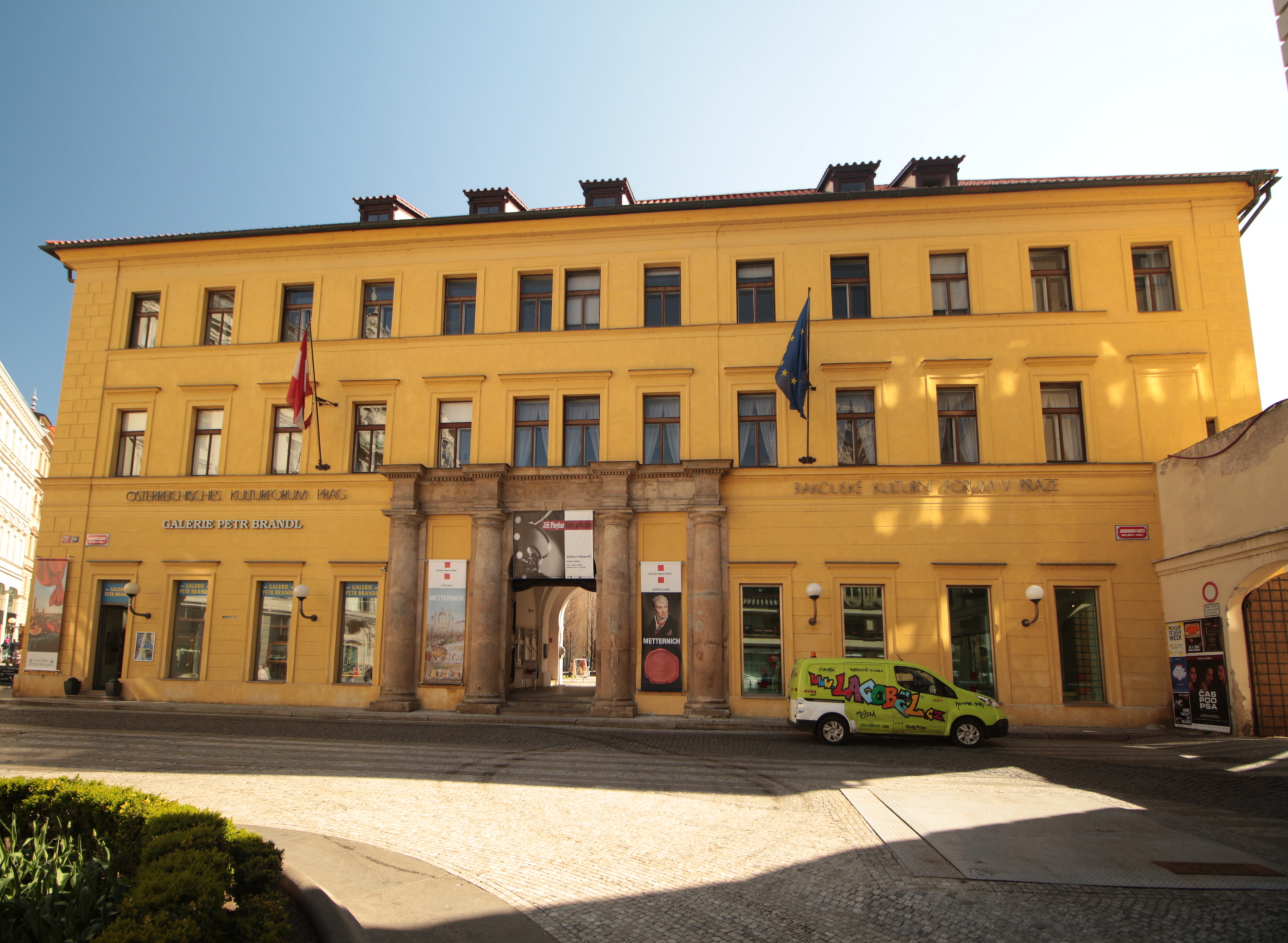
Jedna z budov františkánského kláštera, sídlo Rakouského velvyslanectví v Praze

Ujednání mezi tehdejší ČSSR a Rakouskem o vzájemném zřízení kulturních institutů v hlavních městech existovalo již před pádem komunismu v Československu.
K otevření Rakouského kulturního fóra došlo až po sametové revoluci v roce 1993. Vzniklo nejprve jako součást velvyslanectví a v roce 1996 se instituce přestěhovala do reprezentativní budovy františkánského kláštera na nádvoří u kostela Panny Marie Sněžné na Jungmannově náměstí v centru města.
Prostory fóra zahrnují galerii, knihovnu, společenský sál, kde se pravidelně konají výstavy, čtení a přednášky či konference. RKF kromě toho také pořádá filmová představení a koncerty; úzce spolupracuje s pražskými kiny a pořadateli koncertů.